# Духовна и материално-обществена култура в Трънско
В Знеполе духовният и материално-обществена култура е многопластова 

:  се и развивала във времето.
Тя е обект на изучаване и изследване от студенти до академици и през ХХI в. С.Х.
От антропологична  гледна страна хората от Знеполе са средни на ръст, здрави, набити, скулести и с големи вдлъбнати очи. Отличават се със светлите си очи - зелени, сини, сиви и синьо-зелени. Рядкост е да се срещнат чернооки или с кафяви очи. Кожата е бяла или кафеникава до тъмна.
Техният нрав е здрави, оптимостично-реалистични хора, деликатни, трудолюбиви. Въпреки неволите, те не изразяват своите трудности и и неволи, а го прилагат в трудолюбие. И в малките неща те намират смисъл в живота.
Поради това не сребролюбието, а трудът е мерило основна ценност. Любовта към труда, трудолюбието са са основна ценност. 
Мързелът и безделието ги определят като падение и опадък и зло изпратено от дяволът, защото той с нищо не може да се похвали..
Ронулужаните времето ги е научило за опазват семейството и възпитанието на поколенията си. В с. Рани Луг стожер е женското свързвана с пазител на семейното огнище и семейната чест. Затова и до днес те са са уважавани и на почит в селото от мъжете.
Чувството за помощ и уважение в Знеполе са на първо място сред местните. в Знеполско от старо време време съществува т.нар. Намолба (взаимопомощ между хората). Жителите на селата в котловината си помага когато някой реши да изгражда дом, всеки с който може да помогне с каквото може и да му се притече на помощ.
Това се дължи на на на патриархалното възпитание и коопериращите семейства в които са израснали през времето.
Хората в Знеполско  от рождение се отличават със своята чистота и естествена красота - те са спретнати и чистоплътни във всяко отношени. Чистота е на всякъде от до дворовете до улиците.
Тези които вдигат гюрентия и са високогласни ломотещи човечета не могат да виреят там и отиват в градовете и повече не се завръщат в Знеполско, търсейки щастието и късмета си в мегаполисите.